# Sistotrema sernanderi
Sistotrema sernanderi é uma espécie de fungo pertence à família Hydnaceae.